# Парламентские выборы в Камеруне (2020)
Парламентские выборы прошли в Камеруне в 9 февраля 2020 года.

## Предпосылка
Изначально выборы хотели провести в 2018 году. Однако 15 июня 2018 года BBC получила письмо от президента Камеруна Поля Бийи лидеру сената страны, по-видимому, стремясь отложить выборы до октября 2019 года. 2 июля парламент принял и проголосовал за продление его мандата на двенадцать месяцев. В преддверии этой даты в июне следующего года в социальных сетях просочились документы, которые должны были показать переговоры президента Бийи с парламентскими лидерами о дальнейшей отсрочке парламентских выборов, чтобы они совпали с муниципальными выборами в феврале 2020 года. Продолжающийся англоязычный кризис доминировал в этом процессе, и сторонники Амбазонии призывали к бойкоту выборов.

## Избирательная система
180 членов Национального Собрания избираются из 58 одномандатных и многомандатных избирательных округов на основе департаментов. В одномандатных избирательных округах используется голосование в первую очередь после выборов. В многомандатных избирательных округах используется модифицированная форма закрытого спископорционального представительства, в которой партия, получившая более 50 % голосов в избирательном округе, выигрывает все места, но если ни одна партия не получает более 50 % голосов, то партия, получившая больше всего голосов, получает половину мест, а любая другая партия, получившая более 5 % голосов, получает пропорциональную долю оставшейся половины мест на основе метода наибольшего остатка и метода Хэра.